# Rufnummer

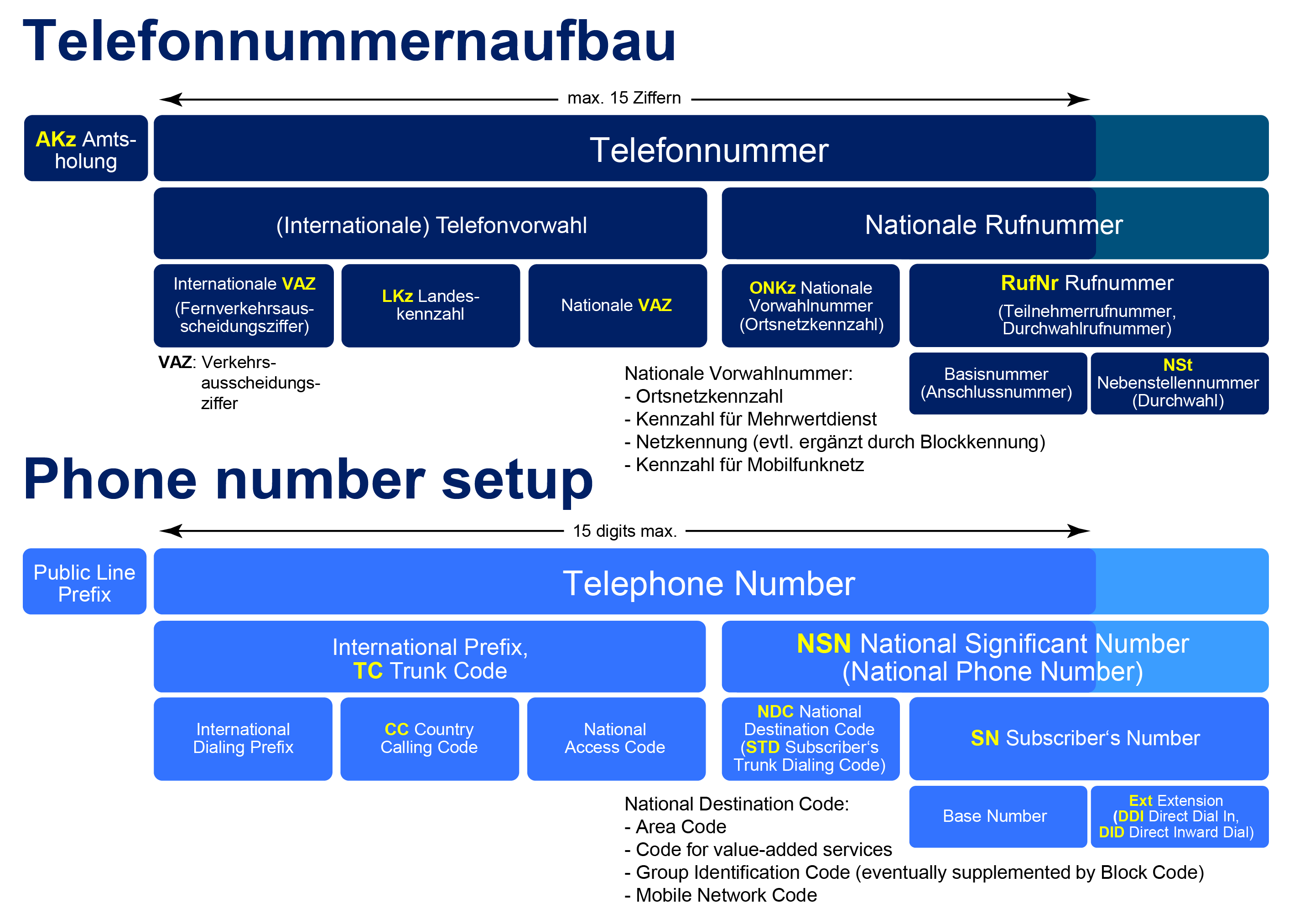
Bestandteile einer Telefonnummer

Eine Rufnummer oder Telefonnummer (bei Adressangaben oft mit Tel. abgekürzt, seit einiger Zeit auch mit Fon bzw. Phone) ist eine Ziffernfolge zur Anwahl eines Zielteilnehmers bei einem Telefongespräch. Im engeren Sinne bezeichnet Teilnehmerrufnummer oder Durchwahlrufnummer die einmalig vorkommende Nummer innerhalb eines Ortsnetzes. Faxnummern sind Rufnummern für die Anwahl von Faxgeräten, Einwahlnummern sind Rufnummern für die Anwahl von Telefonmodems über das Telefonnetz. Bestimmte Instant-Messaging-Dienste wie z. B. SMS oder WhatsApp nutzen ebenfalls Rufnummern zur Adressierung eines Empfängers.
Wortwahl-Nummern (auch Vanity-Nummern genannt) enthalten Buchstaben statt Ziffern. Beim eigentlichen Wählvorgang werden die Buchstaben durch die Eingabe auf einem Zifferntastenfeld automatisch in Ziffern übersetzt. Wortwahl-Nummern sind keine speziellen Nummern, sondern nur Merkhilfen.

## Rufnummernvergabe
Die Rufnummern im öffentlichen Telefonnetz werden hauptsächlich von Telefongesellschaften vergeben. Diese sind dabei an nationale Nummerierungspläne gebunden, die üblicherweise von nationalen Regulierungsbehörden verwaltet werden. So verwaltet etwa die Bundesnetzagentur (BNetzA) den deutschen Nummernraum. Die Rundfunk und Telekom Regulierungs-GmbH (RTR) verwaltet österreichische Rufnummern. Das Bundesamt für Kommunikation (BAKOM) verwaltet schweizerische Nummern.
In Nordamerika haben sich mehrere Staaten zu einem gemeinsamen nordamerikanischen Nummerierungsplan zusammengeschlossen. In Europa wurde ein europäischer Telefonnummerierungsraum eingerichtet.
Die Internationale Fernmeldeunion koordiniert internationale Vorwahlen und veröffentlicht den internationalen Nummerierungsplan E.164. Die Europäische Kommission harmonisiert Telekommunikationsstandards innerhalb der EU.

## Vorwahlen

### Vorwahl zur Rufnummer
Um mit einem Telefon eine Rufnummer wählen zu können, müssen häufig noch zusätzliche Ziffern vorgewählt (oder weggelassen) werden. Der Begriff Telefonvorwahl wird dabei uneinheitlich gebraucht. Er umfasst zum einen Verkehrsausscheidungsziffern (einschließlich Amtsholung), geographische Gebiete (wie Ortsnetzkennzahlen) und Dienstekennzahlen (wie Netzauswahl im Mobilfunk und Sonderrufnummern) und zum anderen die Internationale Telefonvorwahlen (auch als Länder- oder Landescodes bezeichnet).
Die Regeln für die Umsetzung einer Rufnummer in eine wählbare Ziffernfolge hängen vom Telekommunikationsanbieter des Anrufers ab. Um etwa einen Festnetzanschluss in München („089 1234567“) zu erreichen, muss ein Call-by-Call-Nutzer in München andere Ziffern wählen („0101X 1234567“) als etwa ein Mobilfunkteilnehmer in den USA („011 49 89 1234567“ oder „+49 89 1234567“). Auch Nebenanschlüsse besitzen häufig eigene Regeln. Ein großer Teil dieser Wahlregeln sind in den internationalen und nationalen Nummernplänen festgelegt.

### Codeeingaben
Von den eigentlichen Telefonvorwahlen zu unterscheiden sind die USSD-Codes. Manche werden zwar auch vor einer Telefonnummer gewählt, sind aber Befehle an das Telefonnetz. Zur Abgrenzung von der Telefonnummer werden die USSD-Nummern von Stern- (*) und/oder Raute-Zeichen (#) umrahmt, z. B. #31#/*31# zur (Nicht-)Übermittlung der Rufnummer. Für einige Funktionen (z. B. Einrichtung einer Weiterleitung zur Mailbox) ist das „Infix“ (vgl. Unterschiede zwischen Vorwahl- und Blockkennungsgrenze) von Bedeutung.

## Mobilfunknummern
Rufnummern für Mobiltelefone werden nach verschiedenen Regeln vergeben. In großen Flächenländern wie beispielsweise den USA besitzen Mobilfunkanschlüsse geografische Rufnummern, um die erhöhten Kosten für nationale Fernvermittlung besser abrechnen zu können (siehe auch NANP). Damit ist es dem rufenden Teilnehmer einerseits besser möglich, seine Kosten vor einem Anruf zu bestimmen, andererseits zahlt er nur für die Wegstrecke bis zur Heimzelle des Angerufenen, die weitere Wegstrecke trägt der Angerufene –die sogenannte Roaminggebühr.
In Deutschland wurden bei der Einführung des Mobilfunks spezielle Vorwahlen geschaffen. Anhand der Vorwahl 015x, 016x, 017x ist eine Mobilfunknummer sofort erkennbar. Die Vorwahlbereiche werden einzelnen Mobilfunkgesellschaften zugeteilt (siehe auch Telefonvorwahl (Deutschland)). Bis zur Einführung der Rufnummernmitnahme 2002 konnte der Anrufer aus der Vorwahl auch auf die Mobilfunkgesellschaft schließen.
In Österreich beginnen die Vorwahlen der Mobilfunknetze mit der Ziffernfolge 06xx. Da aber die Ortskennzahlen im Bundesland Salzburg und teils im nahen Oberösterreich mit 06xx beginnen, kann man aus der Vorwahl nicht ohne Weiteres schließen, ob es sich um eine Mobilfunk- oder Festnetznummer handelt (siehe auch Telefonvorwahl (Österreich)).

## Sonderrufnummern

### Kurzrufnummern
Für einige Dienste werden auf nationaler Ebene Kurzrufnummern oder spezielle Vorwahlen (Nummernräume) bereitgestellt. Die Gesprächstarife für diese Sonderrufnummern weichen stark von Anrufen bei regulären Festnetz- oder Mobilfunkanschlüssen ab. Einige Dienste sind für den Anrufer kostenlos, wie etwa Notrufnummern oder 0800-Nummern. Andere Dienste rechnen teilweise sehr hohe Tarife ab.
Beispiele für Kurzrufnummern:
- Notruf – 112 (Europa), 911 (Nordamerika)
- Telefonauskunft

Beispiele für spezielle Vorwahlen:
- Freephone-Telefonnummern – Vorwahl 0800 oder 800 (in vielen Ländern)
- Service-Dienste
- Mehrwertdienst – Vorwahl 0900 oder 900 (in vielen Ländern)
- Call-by-Call

Zusätzlich vergeben Mobilfunkanbieter spezielle Kurzwahlnummern für SMS.

### Rufnummern für Medienproduktionen, „Drama Numbers“
Zur Verwendung von Rufnummern in Medien wie Filmen, Büchern, Broschüren, Dokumentationen oder Lehrmaterialien haben sich sogenannte Drama Numbers etabliert. Diese Nummern sind dauerhaft keinem Teilnehmer zugeteilt und sollen Belästigung vermeiden, wenn aus Neugier oder anderen Motiven eine „Drama Nummer“ angerufen wird.

#### Deutschland
Die Bundesnetzagentur stellt verschiedene Nummernbereiche für mehrere Ortsnetze und für Mobilfunknetzbetreiber bereit. Die im Amtsblatt festgelegten Rufnummern können genehmigungsfrei in Medien gezeigt, abgedruckt und gesprochen verwendet werden.

#### Vereinigten Staaten von Amerika
In amerikanischen Filmen und Serien sind das immer Nummern, die mit 555 beginnen. Sie wurden zwischen Filmgesellschaften und den Telefongesellschaften oder Aufsichtsbehörden im Rahmen langjähriger Absprachen vergeben und können für diese Zwecke frei verwendet werden.

## Schreibweisen
Für die Schreibweise von Telefonnummern in Druckerzeugnissen und Geschäftsbriefen gibt es zahlreiche Standards. International am einflussreichsten sind die Empfehlung E.123 der Internationalen Fernmeldeunion und das kanonische Adressformat der Firma Microsoft.

## Länge von Rufnummern
Die Spezifikation E.164 begrenzt die Länge von Rufnummern im internationalen Verkehr auf höchstens 15 Ziffern, einschließlich Ländercode, ausschließlich Verkehrsausscheidungsziffern. Die Berliner Nummer +49 30 1234567 hat demnach elf Ziffern.
Seit Mitte 2011 werden in Deutschland Ortsnetzrufnummern (mit ONKz, aber ohne Verkehrsausscheidungsziffer) grundsätzlich mit elf Ziffern vergeben, eine Ausnahme bilden Einzelrufnummern in den Ortsnetzen Berlin, Hamburg, Frankfurt und München mit zehn Ziffern. Im nationalen Verkehr können jedoch mehr als 15 Ziffern verwendet werden, dies gilt insbesondere für Sonderrufnummern.
Die 3GPP-Standards für Mobilfunknetze sehen für die Rufnummer („Dialling Number/SCC String“) einen BCD-codierten Bereich von 10 Bytes vor. Die Verkehrsausscheidungsziffer beziehungsweise ein führendes „+“ wird dabei nicht mitgezählt, sondern kodiert in einem eigenen Byte (TON/NPI – Type Of Number / Numbering Plan Identification). Wenn die MSISDN länger als 20 Ziffern ist, werden die zusätzlichen Ziffern in Erweiterungsblöcken (EFEXT1) eingetragen, die jeweils einen BCD-codierten Bereich von 11 Bytes vorsehen. Die Teilnehmernummer von maximal 20 Ziffern kann so um weitere Funktionsziffern erweitert werden, um Zusatzdienste zu realisieren. Die ISDN-Subadresse, die durch das Telefonnetz transparent transportiert wird, ist dabei technisch auf 20 BCD-codierte Bytes beschränkt und wird gewöhnlich auf 32 Ziffern begrenzt.

### Historisches
Da insbesondere in Telefonsystemen des Ostblocks in den 1970er Jahren mitunter nur 12 Ziffern verarbeitet werden konnten, wurden zumindest in den zwei folgenden Fällen für Großbetriebe mit unterschiedlichen Methoden die Gesamtnummern verkürzt:
- Linz, ehemals unter der Vorwahl 7222 erreichbar, erhielt am 1. Oktober 1977 wie die meisten Landeshauptstädte mit 732 eine 3-stellige Vorwahl. Damit das Stahlunternehmen VOEST mit 3-stelliger Teilnehmernummer und 5-stelligen Nebenstellen 12-stellig erreichbar wird, wurde zusätzlich in den 1960ern oder 1970ern – ohne öffentliche Ankündigung und vor 1997 nur vom Ausland her erreichbar – die 2-stellige Vorwahl 70 für Linz eingeführt, die nur bis 12. Mai 2014 funktionierte – (00) 43 70 585-12345 ist 12-stellig.
- Die 1969 gegründete Großforschungseinrichtung GSI in Darmstadt hat den Telefonanschluss im Nachbarort Messel bekommen, da nur in diesem Ortsnetz noch eine zweistellige Teilnehmernummer verfügbar war, bei wie in Darmstadt 4-stelliger Orts-Vorwahl und 4-stelligen Nebenstellen im GSI. (00) 49 6159 71-1234 ist 12-stellig.

## Nationales

### Deutschland

#### Schreibweisen
In Deutschland ist die DIN 5008 maßgeblich, nationale Rufnummern werden folgendermaßen dargestellt:
| Schreibweise        | Bemerkungen |
| ------------------- | --- |
| 030 12345-67        | DIN 5008: Funktionale Gliederung mit Leerzeichen. Durchwahl mit Bindestrich. |
| 0900 5 123456       | DIN 5008: Inhaltekennzahlen (hier: „5“) bei Mehrwertdiensten mit Leerzeichen abtrennen. |
| (030) 12345 67      | E.123: Vorwahl in Klammern, wenn sie nicht immer gewählt wird. Bei Bedarf Gliederung mit Leerzeichen. |
| (030) 12345 67 / 89 | E.123: Bedeutet, dass am Ende entweder die 67 oder die 89 gewählt werden kann. |
| 0 30 / 1 23 45 67   | Übliche, mindestens bis zur Jahrtausendwende als Richtlinie durch die Duden-Redaktion genormte Variante: Gliederung in Zweiergruppen von rechts nach links durch Leerzeichen, Abtrennung der Vorwahl mittels Schrägstrich. |

Die folgenden Beispiele von internationalen Rufnummern enthalten den Ländercode 49, die Ortsnetzkennzahl 30, die Teilnehmerrufnummer 12345 und die Durchwahl 67:
| Schreibweise        | Bemerkungen |
| ------------------- | --- |
| +49 30 12345-67     | DIN 5008: Funktionsbezogene Trennung durch Leerzeichen, Durchwahl mit Bindestrich abgetrennt. |
| +49 30 12345 67     | E.123 |
| +49-30-1234567      | Uniform Resource Identifier nach RFC 3966; wie E.123, jedoch mit Bindestrich statt Leerzeichen. |
| +49.3012345×67      | Extensible Provisioning Protocol (EPP) nach RFC 5733; abgeleitet von E.164. |
| +49 (30) 12345 - 67 | Microsofts Kanonisches Adressformat (TAPI): Ortsnetzkennzahl eingeklammert, keine Vorgaben zur Unterteilung von Teilnehmernummer und Durchwahl, dennoch wird die Durchwahl mit Bindestrich abgetrennt. |
| +49 (0)30 12345-67  | In Deutschland und Österreich verbreitete, aber nicht standardkonforme Schreibweise: Verkehrsausscheidungsziffer 0 wird in Klammern eingefügt. Bei der automatischen Rufnummernerkennung z. B. mobiler Geräte kann es zu Fehlern kommen, da die Nummer wegen der eingeschobenen Null ungültig und eine Anwahl deshalb nicht möglich ist. |

#### Festnetznummern
Die Nummernvergabe für das Festnetz war bis Ende der 1980er Jahre aus historischen und technischen Gründen ortsgebunden. Auf Ortsebene konnten Teilnehmer- oder Durchwahlnummern nur anschlussbezogen vergeben werden, weswegen man ihnen meist auch den Orts- oder Stadtteil ansah (ausgenommen bei Fremdanschaltung). Die jeweilige Ortskennzahl, und spätere Länderkennzahl, vervollständigte die geographische Bezogenheit dieser Rufnummern, weswegen sie auch geographische Rufnummern genannt wurden.
Im Festnetz werden Rufnummern unterteilt in
- Länderkennzahl (LKz)
- Ortsnetzkennzahl (ONKz) und
- Teilnehmerrufnummer (RufNr), wenn der Teilnehmer direkt an einer Ortsvermittlungsstelle angeschlossen ist,

oder
- Länderkennzahl (LKz)
- Ortsnetzkennzahl (ONKz) und
- Durchwahlrufnummer, bestehend aus Basisnummer und Nebenstellennummer, wenn der Teilnehmer an einer Telefonanlage angeschlossen ist.

Um einen nationalen Festnetzanschluss anzuwählen, muss der gewählten Rufnummer bei Einwahl in ein anderes Ortsnetz eine Verkehrsausscheidungsziffer hinzugefügt werden.
Im Fall eines Anrufs innerhalb eines Ortsnetzes kann die Ortsnetzkennzahl weggelassen werden. Dieser Komfort wurde bei IP-Anschlüssen beibehalten, obwohl hier eine nomadische Nutzung auch in anderen Ortsnetzen möglich ist. Dabei gilt als das Ortsnetz jedoch nicht dasjenige, in welchem sich der Teilnehmer tatsächlich gerade befindet, sondern das, an welchem er nach Rufnummernplan angeschlossen ist. Technisch gesehen wird hier die Ortsnetzrufnummer des Teilnehmers als Standard definiert und bei fehlender Vorwahl automatisch vom Server des Anbieters ergänzt.
Es muss eine Amtsholung vorgewählt werden, falls sich der rufende Teilnehmer in einem nicht-öffentlichen oder privaten Netz befindet.
Es können Dienstanbieter- oder Netzbetreiberkennzahlen (Carrier-Code) eingefügt werden, beispielsweise „City-Carrier“ oder „nationale Carrier“. Dies ist nicht mit jedem Anbieter möglich.
Durch die Digitalisierung der Vermittlungstechnik ist seit den 1990ern die Rufnummernmitnahme auch im Festnetz möglich. Festnetznummern können heute beliebigen Anschlüssen zugeordnet werden. Die Rufnummernmitnahme ist bei der IP-Telefonie obligatorisch, da hier keine Abhängigkeit zwischen physischer Anschlussleitung und Rufnummer besteht. Die Vergabe von Festnetznummern wird heute in verschiedenen Staaten unterschiedlich geregelt.
Verkehr zu Rufnummern mit Ortsnetzkennzahl kann in ein anderes Ortsnetz weitergeleitet werden, anfallende Kosten werden aber dem Angerufenen von der angewählten Ortsnetzrufnummer bis zum Weiterleitungsziel berechnet. Zwar kann der Ortsbezug technisch bei der Nutzung von Internettelefonie umgangen werden („nomadische Nutzung“), in Deutschland schreibt jedoch die Bundesnetzagentur weiterhin die Bindung von Ortsnetzkennzahlen für Anschlüsse innerhalb eines Ortsnetzes vor. Um mit solchen Anschlüssen nicht an eine feste geographische Zuordnung gebunden zu sein, hat die Bundesnetzagentur alternativ eine Nationale Teilnehmerrufnummer mit der Vorwahl 032 eingeführt. In anderen Ländern, wie der Schweiz und Dänemark, können auch Teilnehmerrufnummern einschließlich Ortsnetzkennzahl portiert werden, ohne eine neue Nummer im neuen Ortsnetz zu erhalten, so dass in der Praxis die Unterscheidung von regionalen und nationalen Nummern aufgehoben ist.

### Österreich
In Österreich wird folgende Schreibweise empfohlen:
| Schreibweise  | Bemerkungen                              |
| ------------- | ---------------------------------------- |
| +43 1 58058-0 | International, Durchwahl mit Bindestrich |
| 01 58058-0    | National, Durchwahl mit Bindestrich      |

### Schweiz
In der Schweiz sind die folgenden Schreibweisen von Telefonnummern üblich:
| Schreibweise     | Bemerkungen |
| ---------------- | --- |
| 026 324 11 13    | Inländische Darstellung – der früher verwendete Schrägstrich zwischen der Ortskennzahl und der Nummer ist seit 2002 hinfällig, da diese immer gewählt werden muss. |
| +41 26 324 11 13 | Internationale Darstellung – wie in Deutschland oder Österreich wird manchmal auch die eingeklammerte «(0)» der Ortskennzahl geschrieben.                          |

Zu Nummern von Mobiltelefonen siehe auch: Schweizer Mobilfunkmarkt

## Datenschutz
Rufnummern sind auch personenbezogene Daten im Sinne des Datenschutzes. Der Umgang mit eigenen und fremden Rufnummern hat Einfluss auf die Privatsphäre der Betroffenen.
Im digitalisierten öffentlichen Telefonnetz wird die Rufnummer des Anrufers in der Regel an den Angerufenen übertragen. Über vermittlungstechnische Leistungsmerkmale wie CLIP, CLIR, CLIRO, COLP lässt sich die Anzeige von Rufnummern unterdrücken oder erzwingen.
Telekommunikationsanbieter speichern die Rufnummer als Teil der Verbindungsdaten, die zur Abwicklung und Berechnung eines Telefongesprächs notwendig sind. In Deutschland sind sie seit 2010 gesetzlich nicht mehr zur Vorratsdatenspeicherung verpflichtet.
Durch einen Eintrag der Rufnummer in öffentliche Telefonverzeichnisse (Telefonbuch, Telefonauskunft) wird die Zuordnung von Person und Rufnummer in einer öffentlichen Datenbank gespeichert. Über eine Inverssuche lässt sich der Inhaber einer Telefonnummer identifizieren.
Als Schutz gegen unerwünschte Anrufe eignen sich Geheimnummern, also Rufnummern, die nicht über öffentliche Telefonverzeichnisse abgefragt werden können. In einigen Ländern werden sogenannte „Wegwerfnummern“ angeboten, von denen Anrufe zeitlich begrenzt an den zu schützenden Anschluss weitergeleitet werden. Diese Rufnummern werden vorrangig genutzt, um Spam zu vermeiden. Meistens verfallen die Nummern nach einer bestimmten Zeit von selbst, in einigen anderen Fällen werden sie manuell abgemeldet oder einfach nicht mehr genutzt.
In Deutschland wurden diese um mehrere Ziffern verlängerten Sonderrufnummern (reguläre 0180-Rufnummer, anbieterseitig standardwidrig um zusätzliche Rufnummernstellen erweitert) nur zeitweilig in der Anfangszeit der Internettelefonie geduldet. Die Bundesnetzagentur begründet dieses Verbot damit, dass durch die Weitergabe einer verlängerten Rufnummer an Endkunden keine Identifizierung dieses Teilnehmers für Dritte möglich sei. Eine entsprechende Dokumentationspflicht der Betreiber solcher Nummern, beispielsweise für den Fall einer behördlichen Strafverfolgung, wurde vom Gesetzgeber nicht implementiert.

## Geschichte der Rufnummernvergabe
Am 1. April 1881 wurde in Berlin von Heinrich von Stephan die weltweit erste Fernsprechzentrale mit zunächst acht Teilnehmern eröffnet. Es war die erste vermittlungstechnische Nutzung des von Johann Philipp Reis und Alexander Graham Bell erfundenen Telefons. Noch im gleichen Jahr wurde in Berlin das erste deutsche Telefonbuch, von der Berliner Bevölkerung als „Buch der Narren“ belächelt, mit ein-, zwei- und dreistelligen dekadischen Rufnummern und 185 Einträgen herausgegeben. Die Rufnummern dienten zur Identifikation der wiederum dekadisch angeordneten Endstellenanschlüsse an den damaligen Klappenschränken.
Noch bis 1905 waren alle Vermittlungsstellen im deutschen Sprachraum handvermittelt, Anschlüsse wurden durch Nennung der „Rufnummer“ verbunden. Fernvermittlungswünsche wurden durch zusätzliche Nennung der Städte weiterverbunden. Damit waren dekadische Telefonnummern nicht nur eindeutig Anschlussleitungen zugeordnet, sie waren historisch gesehen eigentlich „Anschlussnummern“ des jeweiligen Ortsnetzes. Dies sollte auch die nächsten 100 Jahre so bleiben, auch die Einführung des Selbstwählferndienstes und des EMD-Wählers änderte an dieser Zuordnung wenig. Zwar konnte man seine Rufnummer (eigentlich Anschluss) bei einem Wohnungswechsel „mitnehmen“, aber nur solange sich der neue Wohnort im Einzugsbereich derselben Endvermittlungsstelle (10000er Bereich) befand. Der Anschluss konnte dann am Hauptverteiler „umgelegt“ werden, ohne die Zuordnung von Rufnummer zu Anschluss aufzuheben (entspricht in etwa einer beschränkt möglichen Rufnummernportierung).
Die dekadische Nummernvergabe beschränkte sich zunächst noch auf Ortsebene, wurde aber ab 1923 in Deutschland mit der Einrichtung der ersten automatisierten Fernvermittlungsstelle auch für die direkte Anwahl anderer Städte verwendet, 1955 erstmals auch für eine automatisierte Auslandsverbindung von Deutschland in die Schweiz.
Durch die Digitalisierung des Telefonnetzes Ende der 1970er Jahre, und vor allem durch Einführung des ISDN im deutschsprachigen Raum Ende der 1980er Jahre, vollzog sich ein grundlegender Paradigmenwechsel in der Rufnummernvergabe: Die vollständige Trennung von Anschluss und Rufnummer. Durch diesen letzten Schritt einer durchgehenden „Ende-zu-Ende-Digitalisierung“ im Festnetz ergaben sich anbieterseitig neue Möglichkeiten im Routing, auch unabhängig davon, ob der Kunde ISDN nutzt oder einen Analoganschluss. In Deutschland, dessen analoges Festnetz nicht für das Routing zwischen konkurrierenden Telefonnetzen vorgesehen war, ist erst dadurch der Wettbewerb zwischen privaten Telefongesellschaften unter Berücksichtigung der Rufnummernportierung möglich geworden. Der Anschluss bestimmte nicht länger die Rufnummer, sondern eine Rufnummer konnte wahlfrei einem Anschluss zugeordnet werden. Rufnummern dienen seit dieser Trennung nur zur Adressierung bei der Anwahl eines Zielteilnehmers. Technisch ist ihre allgemeine Funktion heute die einer abstrakten Adresse. Direkte Folgen dieses Paradigmenwechsels waren unter anderem:
- mehrere Anschlüsse mit einer Rufnummer, wie zum Beispiel das Leistungsmerkmal Sammelanschluss bei ISDN,
- mehrere Rufnummern für einen Anschluss (Mehrfachrufnummern (MSN) im ISDN),
- Festnetznummern ohne Anschluss, beispielsweise für Anlagenanschluss ohne Anschlussleitung oder Ansagen,
- Sonderrufnummern des „Intelligenten Netzes“
- vollständige Portierungsmöglichkeiten über die Grenzen von Hauptverteilern oder Anbieternetzen hinaus oder zwischen verschiedenen Netzwerktopologien (bei Portierung zwischen Festnetz und VoIP)

Mit der aufkommenden IP-Telefonie Mitte der 1990er Jahre veränderte sich auch die alleinige dekadische Einteilung von Rufnummern. Durch die dort verwendete URI-Adresse waren erstmals alphabetische Zeichenfolgen für die Adressierung möglich, allerdings nur innerhalb eines VoIP-Netzes.

## Listen
Internationale Vorwahlen, Ländercodes und Nummerierungspläne:
- Liste der Ländervorwahlen

Nationale Vorwahlen, Ortsnetzkennzahlen und Nummerierungspläne:
- +1 Nordamerikanischer Nummerierungsplan für USA, Kanada und zahlreiche karibische Staaten
- +31 Telefonvorwahl (Niederlande)
- +33 Telefonvorwahl (Frankreich)
- +355 Telefonvorwahl (Albanien)
- +385 Telefonvorwahl (Kroatien)
- +39 Telefonvorwahl (Italien)
- +40 Telefonvorwahl (Rumänien)
- +41 Telefonnummer (Schweiz)#Listen
- +43 Telefonvorwahl (Österreich)
- +44 Telefonvorwahl (Vereinigtes Königreich)
- +48 Telefonvorwahl (Polen)
- +49 Telefonvorwahl (Deutschland)